# Villa di Castello
Villa di Castello blizu gričev, ki mejijo na Firence, Toskana, osrednja Italija, je bila podeželska rezidenca velikega vojvode Toskane Cosima I. Medičejskega (1519-1574). Vrtovi, polni fontan, kipov in jam, so postali znani po vsej Evropi. V vili so bili tudi nekateri veliki umetniški zakladi Firenc, vključno z renesančnimi mojstrovinami Sandra Botticellija Rojstvo Venere in Pomlad. Vrtovi vile so močno vplivali na zasnovo italijanskega renesančnega vrta in poznejšega francoskega formalnega vrta.

## Zgodovina
Vila Castello se nahaja ob vznožju gričev severozahodno od Firenc, blizu mesta Sesto Fiorentino. Postavljena je bila v bližini rimskega akvadukta, ime pa je dobila po vodnih cisternah (castella) v bližini mesta.
Trdnjavska stavba je bila na tem mestu vsaj od leta 1427, leta 1477 pa sta jo kupila brata Lorenzo di Pierfrancesco  in Giovanni di Pierfrancesco de' Medici. Leto po tem, ko je pri 46 letih umrl njun oče, sta mlada fanta zapustila bratranca Lorenza il Magnifica iz starejše veje družine Medici in dejanskega vladarja Firenc.
Rekonstruirala sta staro stavbo in ji dodala dvorišče, ložo, kuhinje in hleve. Hišo je podedoval sloviti kondotjer ali plačanec Giovanni dalle Bande Nere in njegova žena Maria Salviati, starša Cosima I., rojenega leta 1519, ki je v hiši živel kot otrok.
Leta 1537 je bil umorjen 26-letni vojvoda Firenc Alessandro de' Medici, Cosimo pa je bil, čeprav je imel komaj sedemnajst let in je bil sorazmerno neznan član družine Medici, izvoljen za njegovo zamenjavo. Imeli so vtis, da ga lahko nadzorujejo, vendar so se zmotili. Leta 1537 se je mladi Cosimo uprl frakciji, ki je želela obnoviti  Florentinsko republiko. Premagal jih je v bitki pri Montemurlu in se uveljavil kot vladar mesta brez rivala.

### Oblikovanje vrtov
- Cosimo I. Medičejski, 19 let, ko je gradil vrtove Villa di Castello (Jacopo Pontormo, c. 1538)
- Vila in vrtovi, vidni z zgornjega vrta. Vrtni načrt je temeljil na harmoniji in redu, načelih, po katerih je Cosimo načrtoval vladati Firencam.
- Vrt je bil napolnjen s kiparskim povezovanjem vrlin starega Rima z močjo in krepostjo vladarja Firenc.
- Ob sprehodu po vrtu so si obiskovalci ogledali doprsna kipa rodbine Medici v rimski noši.
- Vrt citrusov vsebuje več kot petsto loncev dreves limon in pomaranč.

Ko je bila njegova moč varna, je Cosimo več časa preživel v svoji vili v Castellu. Kot je zapisal arhitekt in pisatelj Giorgio Vasari »je na tem mestu vojvoda začel graditi malo, eno reč za drugo, do konca, da bi tam lahko živel bolj udobno, on in njegov dvor«.
Cosimo je inženirju Pieru da San Cascianu naročil sistem vodovodov za dovajanje vode v vilo in njene vrtove, kipar Niccolò Tribolo je ustvaril fontane, kipe in vrt, arhitekt Giorgio Vasari pa obnovo in povečanje vile.
Najprej je bil pod vodstvom Piera da San Casciana zgrajen vodovod od Castelle višje po pobočju Monte Morello do majhnega rezervoarja, ki ga je zgradil na hribu nad vilo. Kasneje, ko je bilo treba več vode, je bil iz drugega izvira pri Petraia zgrajen drugi vodovod.
Tribolova zasnova vrta je bila zelo podrobno opisana v Vasarijevem Življenju umetnikov. Vrt je bil postavljen na mestu prvotnega obzidanega vrta, ki je potekal od vile po položnem pobočju proti gori. Na pobočju nad zadnjo steno vrta, kjer je bil vodni zbiralnik, je Tribolo ustvaril bosco ali simulirani naravni gozd, ločen od vrta z visoko podporno steno. Pod tem je stari obzidan vrt z drugo steno razdelil na dva dela in izdolbel majhno zgornjo in veliko spodnjo teraso, ki sta povezani z dvema okrasnima stopniščema. Manjši zgornji vrt je bil zasajen z oranžami in limonami, usposobljenimi za rast ob zidu. V sredini zadnje stene je bil tudi vhod v jamo, majhno jamo, katere zidovi so spominjali na naravno jamo, bogato okrašeno in napolnjeno s kipi.
Večji spodnji vrt je bil razdeljen na trge, kot majhne sobe, razdeljene s potmi, obrobljene z živo mejo in vrstami cedre in oljk ter napolnjene z gredicami. V središču terase je bil krožen labirint cipres, presajenih z lovorom, mirto in vrtnicami. V središču labirinta je bila fontana, ki jo je kronal Venerin kip. Druga, večja fontana, okronana z bronastim kipom Herkula, ki je premagal Anteja, je bila med labirintom in vilo.

### Voda v vrtovih
Hidravlični sistem vrta je bil eno od čudes visoke renesanse in je imel pomembno vlogo tudi pri simboliki vrta. V središču rezervoarja nad vrtom, v "svetem lesu", je bil kip Appenina, ki je simboliziral Toskanske gore, upodobljen kot starec, ki se je tresel in mu je voda tekla po glavi. Voda je iz rezervoarja tekla po bronastih ceveh in se pojavila v dveh fontanah, vgrajenih v podporni zid na obeh straneh jame, ki predstavljata dve reki Firenc. V jamo je tekla tudi voda, ki je tekla po stenah. Dve 'reki' sta tekli v kanalih skozi vrt, druge cevi pa so vodile vodo do obeh fontan.
Vse fontane v času renesanse so bile odvisne od gravitacije in nadmorske višine vodnega vira nad njimi, da je voda škropila navzgor. Ker je bil vir vode za fontano Herkula in Anteja na pobočju visoko nad njim, je curek vode brizgal polne tri metra nad njegova usta.
Ko je šla skozi fontane, je voda v dveh ločenih kanalih tekla v dva majhna zasebna vrtova na obeh straneh vile in nato vstopila v dva velika ribnika pred vilo. Po tem so z vodo namakali polja in vrtove spodaj.
Vrt je vseboval tudi vrsto iznajdljivih giochi d'acqua ali 'vodnih elementov', ki so zabavali vojvodo in njegove obiskovalce. Jama je bila zasnovana tako, da so vrata z vrtenjem ključa zaklepala goste v jamo in jih namočili z vodo iz skritih cevi. Herkulov vodnjak naj bi obdajal krog dreves in tudi skrita cev. Z vrtenjem drugega ključa bi gledalce, ki so gledali vodnjak, poškropili z vodo iz skritih šob. V vejah ogromnega hrasta, vzhodno od vrta, je bila tudi majhna hišica. Do hiše je vodilo stopnišče in je vsebovala marmornato mizo in vodnjak, ki so ga napajale cevi iz rezervoarja.
- Fontana Appenina, Bartolomea Ammannatija (1563) je predstavljala gorski izvir rek Firenc. Jezero napaja fontane na spodnjem vrtu..
- Fontana Herkula in Anteja je simbolizirala, kako je Cosimo s svojo inteligenco premagal sovražnike Firenc.

### Simbolizem vrtov
Vrt je bil zasnovan tako, da daje jasno politično sporočilo; da bo Cosimo po dolgem obdobju vojskovanja in trpljenja popeljal Firence v novo zlato dobo z mirom, blaginjo in harmonijo. Tribolo je po vsem vrtu postavil simbolična sporočila. Fontana s Herkulom in Antejem je pokazala, kako je Cosimo, tako kot Herkul, svoje sovražnike premagal z modrostjo in ne zgolj s surovo močjo. Venerin vodnjak je bil poklon Veneri, enemu od simbolov Firenc; to je bil tudi opomnik, da je Venera vladala nad otoki Hesperidov. Venero so častili tudi v vili, kamor je Cosimo postavil znamenito Botticellijevo sliko Rojstvo Venere. Tribolo je sporočilo nadaljeval s kipi po vrtu. Stopnišča so bila okrašena z doprsnimi kipi prejšnjih vladarjev Medičejcev v rimskih nošah. Tribolo je nameraval okoli vrtov postaviti še druge kipe, ki predstavljajo štiri letne čase in vrline rodbine Medici: pravičnost, sočutje, hrabrost, plemenitost, modrost in liberalnost.

### Vrtovi pod Medičejci
Vrt ni bil samo oblika političnega gledališča; bil je tudi vrt užitkov. Cosimova pisma poročajo, da je veliko dolgih poletnih popoldnevov preživel s svojo družino, uživajoč v hladu sence in fontanah.  Pomembni obiskovalci Firenc so obiskali vrtove in njihova slava se je razširila po Evropi.
Žal Tribolo ni imel časa, da bi dokončal ves svoj projekt, ker je, kot je zapisal Vasari, »preveč zaseden z vojvodovimi zadevami«. Osebno je lahko končal dve glavni fontani in dve reki, ostalih del pa ni mogel. Umrl je leta 1550, kipe za vodnjake pa je končal njegov učenec Antonio di Gino.
Dela na vili in vrtovih so se nadaljevala dvajset let, Cosimo pa je imel bolj ambiciozne načrte, vključno s projektom druge, tako velike, kot je bila prva vila, ki je bila z njo povezana z ložo, vendar se ta ni nikoli začela. Vojvoda se je zaposlil na drugih projektih. Začel je izdelovati nova stanovanja v Palazzo Vecchio, palačo Pitti pa je kupil leta 1549 in začel graditi vrt Boboli z več fontanami in še večjo jamo, okrašeno z Michelangelovimi kipi. Zaradi smrti dveh sinov zaradi malarije se je upokojil iz političnega življenja, oblast je prevzel njegov dedič, Francesco I. de' Medici, veliki vojvoda Toskane in zadnjih deset let svojega življenja preživel v vili in na vrtovih.
Cosimo je umrl leta 1574 in dolgo zaporedje drugih Medičejcev je zasedalo vilo. Ferdinando I. de' Medici je med letoma 1588 in 1595 dokončal vilo v sedanji obliki, povečal vzhodno stran, predelal fasado in dodal nov vhod na južni strani. Don Lorenzo de' Medici je leta 1640 naročil slikarju Il Volterranu, da je vilo okrasil s fresko Budnost in spanje. Cosimo III de' Medici, ki se je zelo zanimal za botaniko, je leta 1688 predstavil zelo redko vrsto indijskega jasmina, imenovano mugherino in zgradil poseben rastlinjak, da so ga zaščitili pozimi. V letih Medičejcev so številni tuji popotniki, med njimi Michel de Montaigne in botanik Pierre Belon, obiskali vilo in napisali opise, zaradi katerih je bila znana po vsej Evropi. Navdihnil je druge evropske vrtove, ki so bili zasnovani tako, da ponazorijo veličino, modrost in moč vladarja.

### Poznejša leta
Ko je leta 1737 rodbina Medičejcev izumrla, je vilo podedovala rodbina Habsburško-Lotarinška. Novi lastniki so v vili in na vrtu videli praktično podjetje in ne politični simbol; povečali so zbirko citrusov in zgradili dve limonini hiši, hkrati pa so razstavili več fontan, vodo odstranili do jame in uničili labirint dreves. Leta 1788 so prenesli Firenško fontano v sosednjo vilo Petraia, monumentalno fontano Herkula in Anteja pa preselili na sredino vrta. Medičejska simbolika dveh rek, ki sta se združili, in klasične vrline vladarjev Medičejcev so bile izbrisane.
V času Napoleona so bili v vili naslikane številne neoklasicistične freske, po tem pa sta bila vila in vrt dolgo zanemarjena in sta propadala. Leta 1919 je bila posest podarjena italijanski državi in je služila različno kot spalnica za vrtnarje, šola in bolnišnica. Hiša je postala last Accademia della Crusca, ki jo ima še danes. Vrt je leta 1984 postal državni muzej.
Vila je svoje ime dobila po načrtu Castello, zgodnjem mestnem zemljevidu Spodnjega Manhattna (New York City) iz leta 1660, ki je bil v vili najden leta 1900 in natisnjen leta 1916. Castello Plan - uradno naslovljen Afbeeldinge van de Stadt Amsterdam in Nieuw Neederlandt (nizozemsko za 'Slika mesta Amsterdam v Novi Nizozemski') - je zgodnji zemljevid mesta finančnega okrožja Spodnji Manhattan iz izvirnika leta 1660. Ustvaril ga je Jacques Cortelyou (ok. 1625–1693), geodet v tistem, ki se je takrat imenoval New Amsterdam - pozneje pa se je naselje preimenovalo v New York City. Zemljevid, ki je trenutno v New York Public Library, je kopija, ki jo je okoli 1665 do 1670 ustvaril neznani risar po izgubljenem Cortelyoujevem izvirniku.

## Značilnosti vrta

### Fontana Herkula in Anteja
Fontana Herkula in Anteja, ki jo je zasnoval Niccolò Tribolo, je bila najvidnejša in najslavnejša znamenitost vrta. Ponazarja legendo o Anteju, velikanu, ki je potnike po cesti izzival v boj in jih ubil. Končno ga je izzval Herkul, ki je spoznal, da je moč Anteja prišla iz njegovega stika z zemljo. Herkul je dvignil Anteja s tal in ga zdrobil do smrti. Kip je simboliziral zmago Cosima I. de' Medici nad sovražniki v Firencah, zlasti uporniki, ki so ga poskušali odstaviti v prvih mesecih po tem, ko je postal vojvoda.
Tribolo je vodnjak od zgoraj navzdol okrasil z marmornatimi in bronastimi skulpturami. Marmornati bazen, v katerega se je izlila voda, je imel osem strani, prav tako podnožje vodnjaka. Okoli dna so bili marmornati kipi otrok, v naravni velikosti in v polnem reliefu, zaščiteni s tazzo ali bazenom zgoraj, kot da se varujejo pred dežjem. Bazen po Vasariju »ustvarja zelo lep dež, kot kapljanje s strehe«. Okoli ustnice tazze je bilo več bronastih figur, v katerih so bile girlande morskih sadežev. Zgornjo manjšo tazzo so tudi podpirali kipi otrok. Štiri glave kozorogov, kombinacija ribe in ovna, enega od znakov družine Medici, so gledale navzdol z zgornjega bazena. Nad tem je bil podstavek okrašen z več figurami otrok. Na vrhu podstavka je bil kip Herkula in Anteja.
Na samem vrhu je bil kip Herkula in Anteja, ki ga je oblikoval Tribolo, izdelal pa ga je Bartolomeo Ammannati. Vasari je zapisal: »Iz ust tega Anteja je nameraval, da se namesto njegovega diha skozi cev izliva voda v velikem curku, kot to res počne«. Ker se je rezervoar, ki je zagotavljal vodo za fontano, nahajal visoko zgoraj v zgornjem vrtu, je voda bruhala iz ust Anteja v curku, visokem tri metre, vidnem po vsem vrtu.
Fontana ima še eno vodno značilnost: skrita cev z majhnimi šobami je obkrožila fontano; z vrtenjem ključa se je voda lahko vklopila in gledalce polila s finimi curki vode.
- Fontana je bila prvotno obkrožena z labirintom dreves, na njej pa je bila tudi vodovodna cev s skritimi šobami, ki jo je bilo mogoče vklopiti s ključem, da se poškropijo nič hudega sluteči gledalci.
- Lika Herkula in Anteja. Herkul je Anteja dvignil za noge in mu odvzel njegovo moč. Voda je brizgala tri metre visoko od ust Anteja.
- Zgornji nivo fontane. Štirje kozorogi, eden od simbolov Medičejcev, gledajo navzdol z zgornjega bazena.
- Osemstranska marmorna baza fontane je bila okrašena z marmornimi kipi otrok v naravni velikosti, zaščiteni z bazenom zgoraj, kot da bi se skrivali pred dežjem.

### Vodnjak Fiorenza
Fontana Fiorenca ali Firence je bila prvotno v zgornjem delu vrta, bližje jami, obkrožena z labirintom zelenja. Narejena je bila za dopolnitev fontane Herkula in Anteja, nižje na vrtu. Izdelal jo je Tribolo sam in njegov pomočnik Pierino da Vinci, kronal pa jo je kip figure, ki predstavlja boginjo Venero ali mesto Firence, delo Giambologna. Podoba Venere in Firenc se je nanašala na boginjo, ki je vladala mitskim vrtovom Hesperid in na zmago, ki jo je Cosimo dosegel nad drugimi mesti Toskane. Leta 1788 so vodnjak preselili iz Castella v sosednjo vilo La Petraia, prav tako v lasti Medičejcev, kjer jo je mogoče videti danes.
- Fontana Fiorenca s kipom Venere (Giambologna) je prvotno stala v zgornjem delu vrta v vili Castello. Leta 1788 so jo preselili v sosednjo vilo Petraia, kjer jo lahko vidimo danes.

### Jama živali
Ena najbolj znanih značilnosti vrta je bila Jama živali (znana tudi kot jama poplave), jama, v katero se vstopi skozi vrata v zgornji steni vrta. Stene jame so bile prekrite z apnencem, oblikovanim tako, da spominja na naravno votlino, vgrajeno s kamni, mozaikom in školjkami. V treh komorah okoli jame so bile skupine ptic in živali iz večbarvnega brona in marmorja. V vsaki komori je bila tudi velik izklesan marmornat bazen. Ko je jama delovala, je voda tekla s stropa in sten v marmorne bazene. V jami je bil prvotno kip Orfeja z liro, ki je stal v sredini; živali so poslušale njegovo glasbo. Tu je bil tudi vodni element; vrata so lahko zaprli, obiskovalce jame pa so z vrtenjem ključa namočili s finimi curki vode iz skritih cevi in šob.
- Vhod v jamo, ob zadnji steni vrta.
- Osrednja komora jame z samorogom. V prvotni jami je bil kip Orfeja z liro v sredini; živali so poslušale njegovo glasbo.
- Desna komora jame živali..
- Leva komora jame.
- Strop jame.

### Oranžerija
Vila je bila še posebej znana po svoji zbirki pritlikavih citrusov, zlasti limon, ki so jih gojili v velikih lesenih kadeh in jih pozimi dali v zavetje. Gojenje citrusov se je v Evropi začelo sredi 15. stoletja in so ga v velikem obsegu izvajali v vili di Castello. Zbirke citrusov, pozneje nameščene v ogrevanih rastlinjakih, imenovanih oranžerija, so postale značilnost palač po Evropi.
- Pritlikavi citrusi v loncih so tradicionalna značilnost vrtov vile di Castello.
- Vrsta pritlikavih dreves limon na vrtovih vile di Castello.

### Ortaccioali zeliščni vrt
Ortaccio je ločen obzidan vrt vzhodno od glavnega vrta, kjer so gojili aromatična in zdravilna zelišča, skupaj z eksotičnimi vrstami cvetja. Na vrtu stoji kip iz 16. stoletja, ki predstavlja rustikalno božanskost ali jesen. Mogoče je bila ena izmed prvotnih figur na večjem vrtu, ko jo je prvič ustvaril Tribolo. Poleg ortaccia je majhen rastlinjak v klasičnem slogu, zgrajen konec 18. stoletja za eksotične rože, zlasti redek dvojni jasmin (Jasminum sambac) iz Goe v Indiji, ki ga je Cosimo III. de' Medici predstavil v Firencah leta 1688. Ta cvet je bil znan kot Mugherino velikega vojvode Toskane, hiša pa se je imenovala Stufa di mugherini ali 'peč mugherini'.
- Ortaccio je ločen zaprt vrt, kjer so gojili zdravilne rastline, zelišča in eksotične rastline.
- Jasminum sambac ali Veliki vojvoda Toskane je vrsta jasmina, ki ga je na vrt leta 1688 prvič vnesel Cosimo III de'Medici.
- Kopališče, imenovano Stufa di mugherini, je bilo na koncu ortaccia zgrajeno v 18. stoletju za nego eksotičnih cvetov, kot je jasminum sambac.

## Vila
Danes se do vile približa skozi petsto metrov dolg drevored, kot v času Cosima. V času Cosimovega življenja je bila hiša znana po svojih umetniških delih, zlasti po Botticellijevem Rojstvu Venere in Pomladi, ki sta bili tam pred letom 1550, kasneje pa sta se preselili v galerijo Uffizi. Vključeval je tudi cikel Pontormovih slik, izdelanih v loži med letoma 1538 in 1543, ki prikazujejo Vrnitev zlate dobe, ki ne obstaja več.
Hiša je v današnjem stanju izjemna predvsem po svoji preprostosti. Fasada ni okrašena, notranjost pa je bila zelo predelana za uporabo kot vojašnica in bolnišnica. Zdaj je sedež Accademia della Crusta in Opera del Vocabalario Italiano, dveh združenj, posvečenih italijanskemu jeziku in literaturi.
- Zunanjost vile, z juga
- Petsto metrski drevored obdan z drevesi vodi do vhodnih vrat vile.
- Oznanenje Raffaellina del Garba (1476–1524) v notranjosti vile izhaja iz časa Cosimovega vzpona na oblast.
- Freske v salone delle riunioni ali sejni dvorani (19. stoletje).

## Vpliv vile Castello
Vrtovi vile di Castello so močno vplivali na italijanski renesančni vrt in kasneje na francoski renesančni vrt in na francoski formalni vrt. V Italiji je Niccolò Tribolo v svoje načrte za vrtove Boboli v Firencah kopiral več značilnosti vile di Castello, vključno z jamo, fontanami in vrsto monumentalnih stopnišč. Tribolo je na podoben geometrijski vzorec, organiziran okoli osrednje fontane, zasnoval tudi botanični vrt v Firencah, tretji na svetu.
Villa di Castello je močno vplivala tudi na poznejše Medičejske vile, kot je Villa di Pratolino, ki jo je zgradil Francesco I. de' Medici, veliki vojvoda Toskane med letoma 1569 in 1581. Ti vrtovi so bili, tako kot ob Villa di Castello, zgrajeni na pobočju, z Giambologneovim kipom Appennina, več jamami, fontanami in skritimi vodnimi curki, ki so poškropili obiskovalce. Na žalost so bili leta 1820 večinoma uničeni.
Italijanski slog so v Franciji poznali že pred vilo di Castello; kralj Franc I. je naročil Tribolu, da izdela kip za vrtno fontano, ki jo je zgradil za svojo palačo v Fontainebleauju, vendar se je priljubljenost italijanskih vrtov močno povečala, potem ko je Cosimo zgradil vilo di Castello. Prva jama v Franciji je bila zgrajena v Fontainbleauju leta 1541.
Italijanski vrtni slog sta z veliko energije spodbujala dve Medičejki: Katarina Medičejska (1519-1589), žena francoskega kralja Henrika II., in Marija Medičejska (1575-1642), žena kralja Henrika IV.. Potem ko je Katarina leta 1560 postala regentka, je v italijanskem slogu začela graditi novo palačo in vrt Tuileries. Novi vrt, končan leta 1564, je imel jamo z živalmi in figurami iz keramike, labirint in gredice, postavljene vzdolž osrednje osi v geometrijskih vzorcih.
Marija Medičejska, ki se je rodila v palači Pitti poleg vrtov Boboli, je zgradila repliko palače Pitti, imenovano Luksemburška palača in Luksemburški vrt, ki jo obdaja v italijanskem slogu. Iz Firenc je uvozila družino usposobljenih izdelovalcev fontan, ki jo je vodil Tommaso Francini, da bi zgradila Medičejsko fontano z njeno jamo. Več generacij Francinov je ustvarjalo fontane za francoske vrtove in palače do konca 18. stoletja.
Vpliv vile di Castello je bil viden na baročnih vrtovih 17. in 18. stoletja; fontane Versajskih vrtov s svojimi kipi, ki ponazarjajo moč in veličastnost Ludvika XIV. in vodne igre na vrtovih palače Petergof v Sankt Peterburgu, ki jo je zgradil Peter Veliki, so odmevale z vrta Cosima de' Medici.